# Ziggoerat van Ur
De ziggoerat van Ur is een Neo-Soemerische ziggurat in de stad Ur nabij Nasiriya, in de huidige provincie Dhi Qar in Irak. Het bouwwerk werd gebouwd tijdens de vroege bronstijd (21e eeuw voor Christus), maar was in de 6e eeuw voor Christus van de Nieuw-Babylonische periode tot ruïnes verbrokkeld, toen het werd gerestaureerd door koning Nabonidus.
De overblijfselen ervan werden in de jaren twintig en dertig opgegraven door Sir Leonard Woolley. Onder Saddam Hoessein in de jaren tachtig werden ze ingekapseld door een gedeeltelijke reconstructie van de gevel en de monumentale trap. De ziggoerat van Ur is naast de ziggoerat van Dur-Untash (Chogha Zanbil) de best bewaarde ziggoerat uit Mesopotamië. Het is een van de drie goed bewaarde bouwwerken van de Neo-Soemerische stad Ur, samen met het koninklijke mausoleum en het paleis van Ur-Nammu van Ur (de Ehursag).

## Soemerische ziggurat

Tekening van de Ziggurat van Ur, Irak, door Marjorie V. Duffell voor Leonard Woolley, 1937

De ziggoerat werd gebouwd door koning Ur-Nammu van Ur, die hem inwijdde ter ere van Nanna/Sin in ongeveer de 21e eeuw voor Christus (korte chronologie) tijdens de derde dynastie van Ur. De enorme trappenpiramide had een afmeting 64 meter lang, 45 meter breed en meer dan 30 m in hoogte. De hoogte is echter speculatief, aangezien alleen de fundamenten van de Soemerische ziggoerat bewaard zijn gebleven.
De ziggoerat was een onderdeel van een tempelcomplex dat diende als administratief centrum voor de stad, en dat een heiligdom was van de maangod Nanna, de beschermgod van Ur.
De bouw van de ziggoerat werd in de 21e eeuw voor Christus voltooid door koning Shulgi van Ur, die zichzelf tot god uitriep om de trouw van steden te winnen. Tijdens zijn 48-jarige heerschappij groeide de stad Ur uit tot de hoofdstad van een staat die een groot deel van Mesopotamië beheerste.

## Galerij

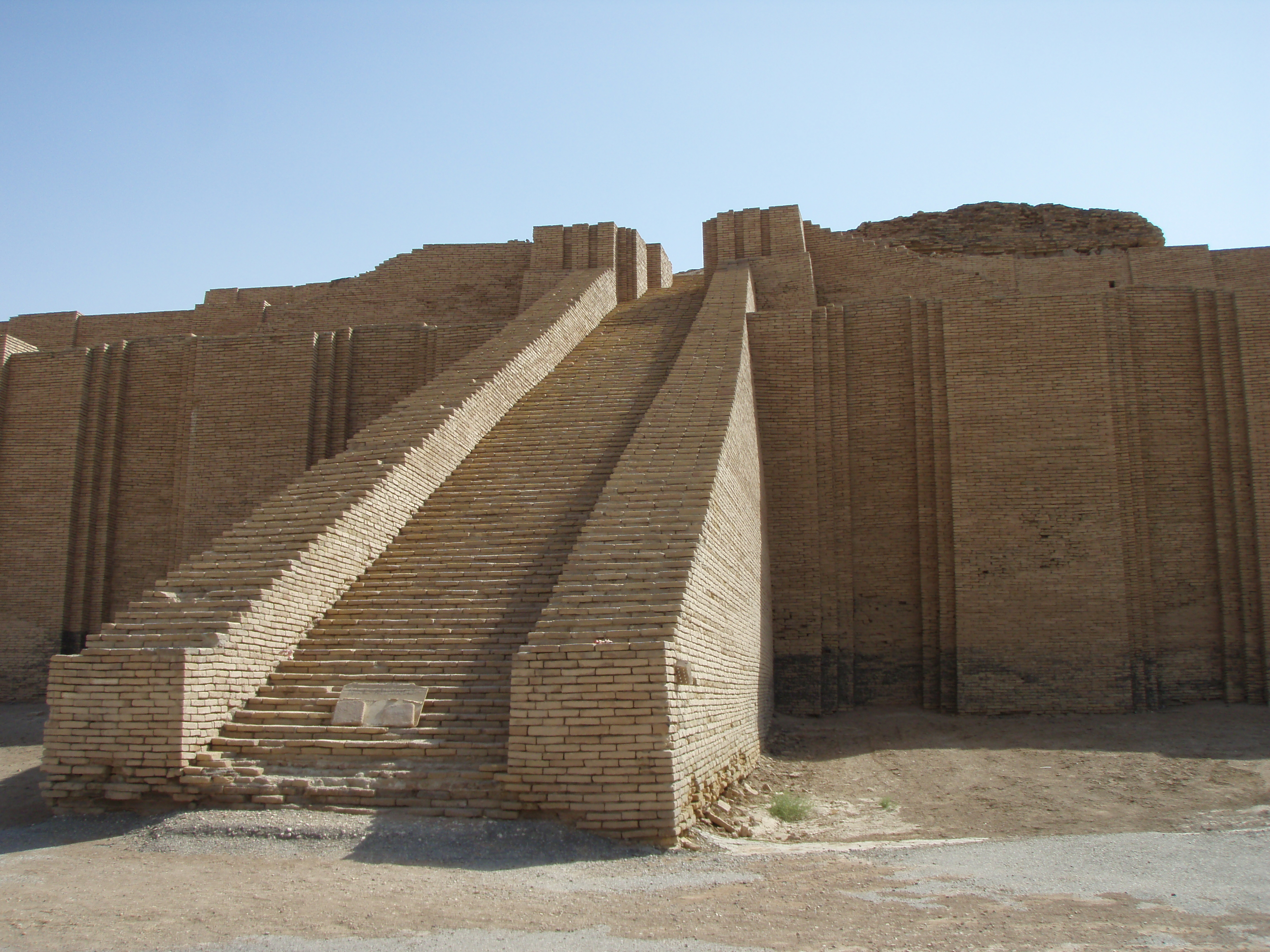
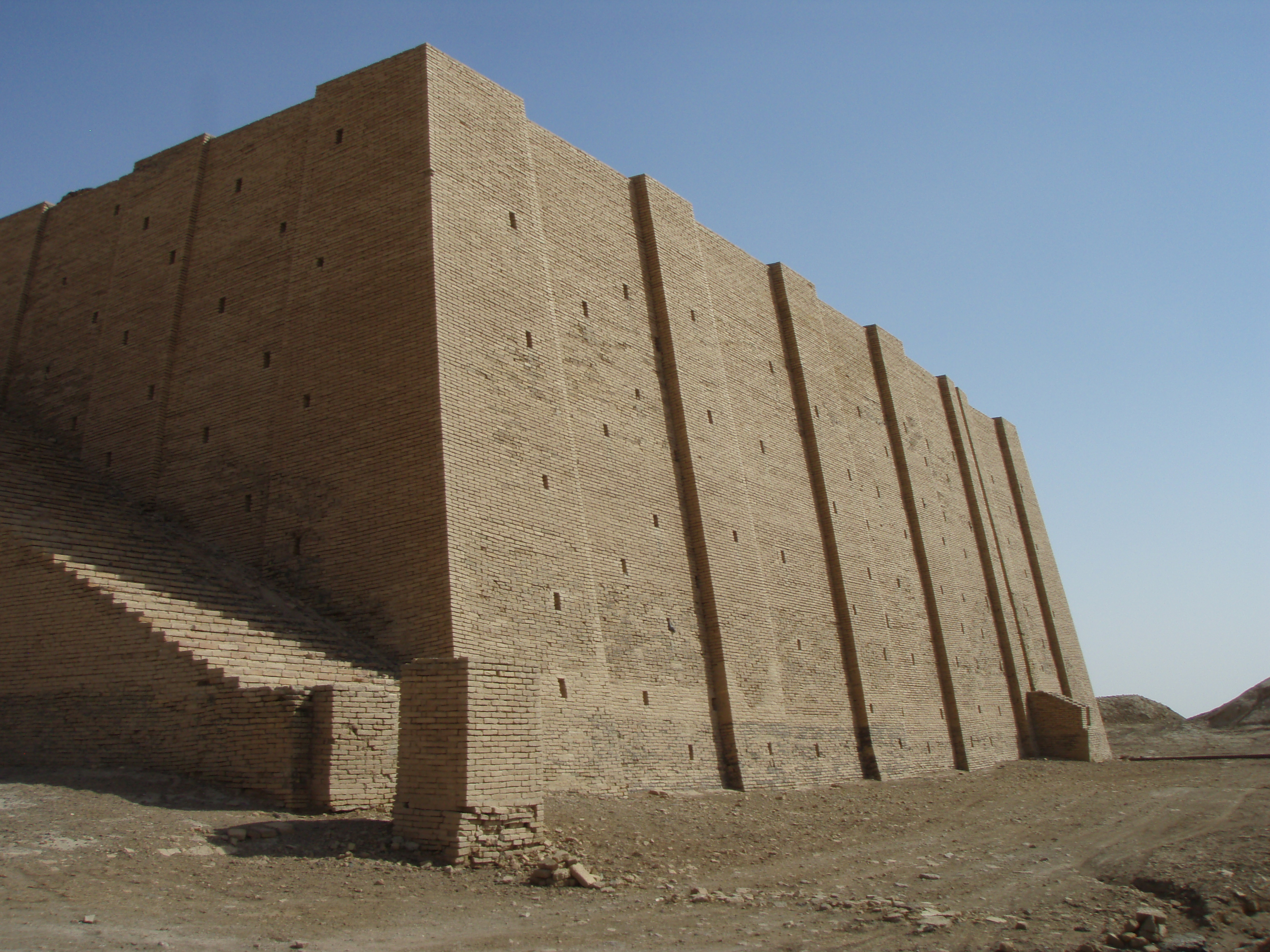
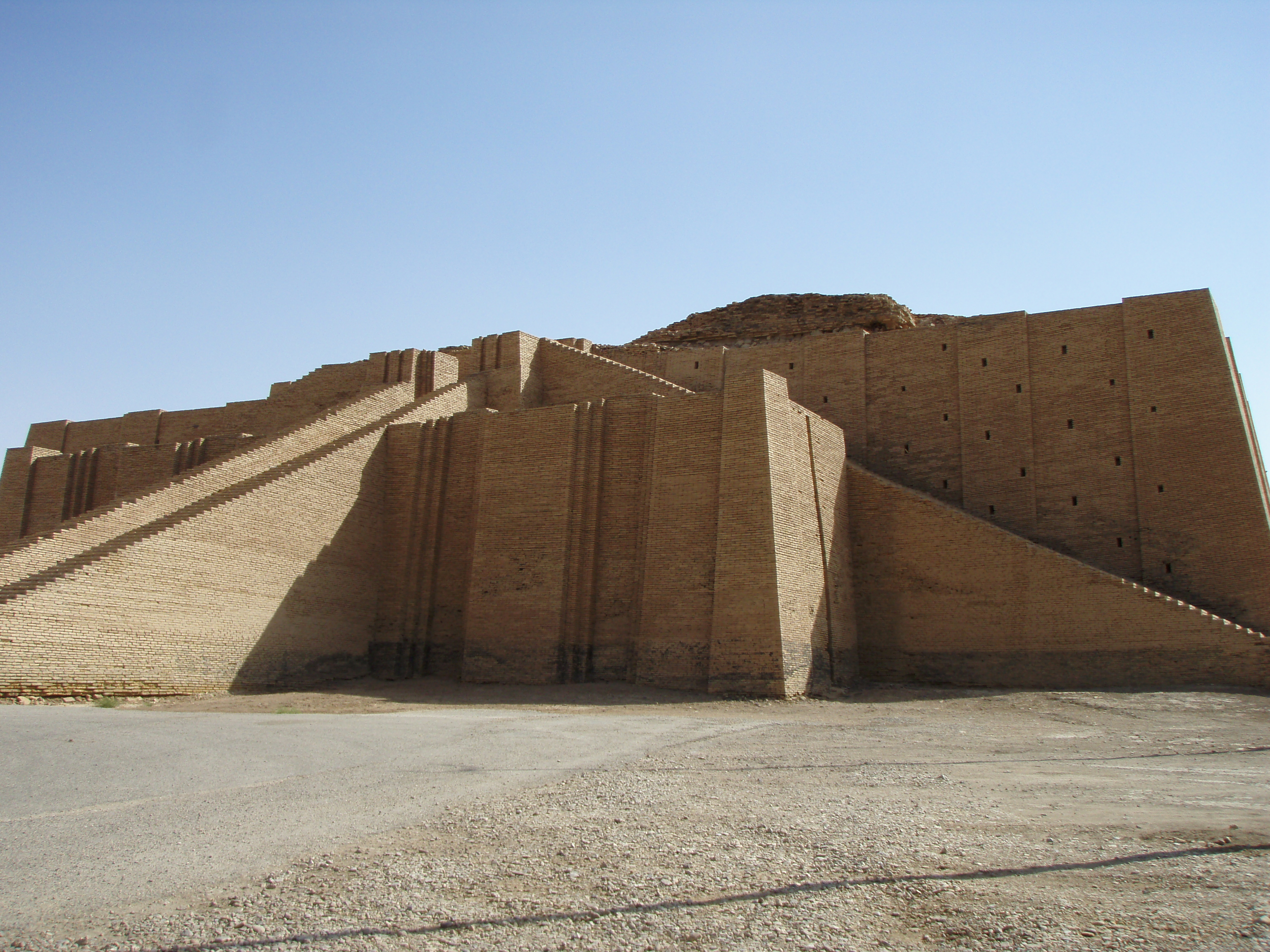
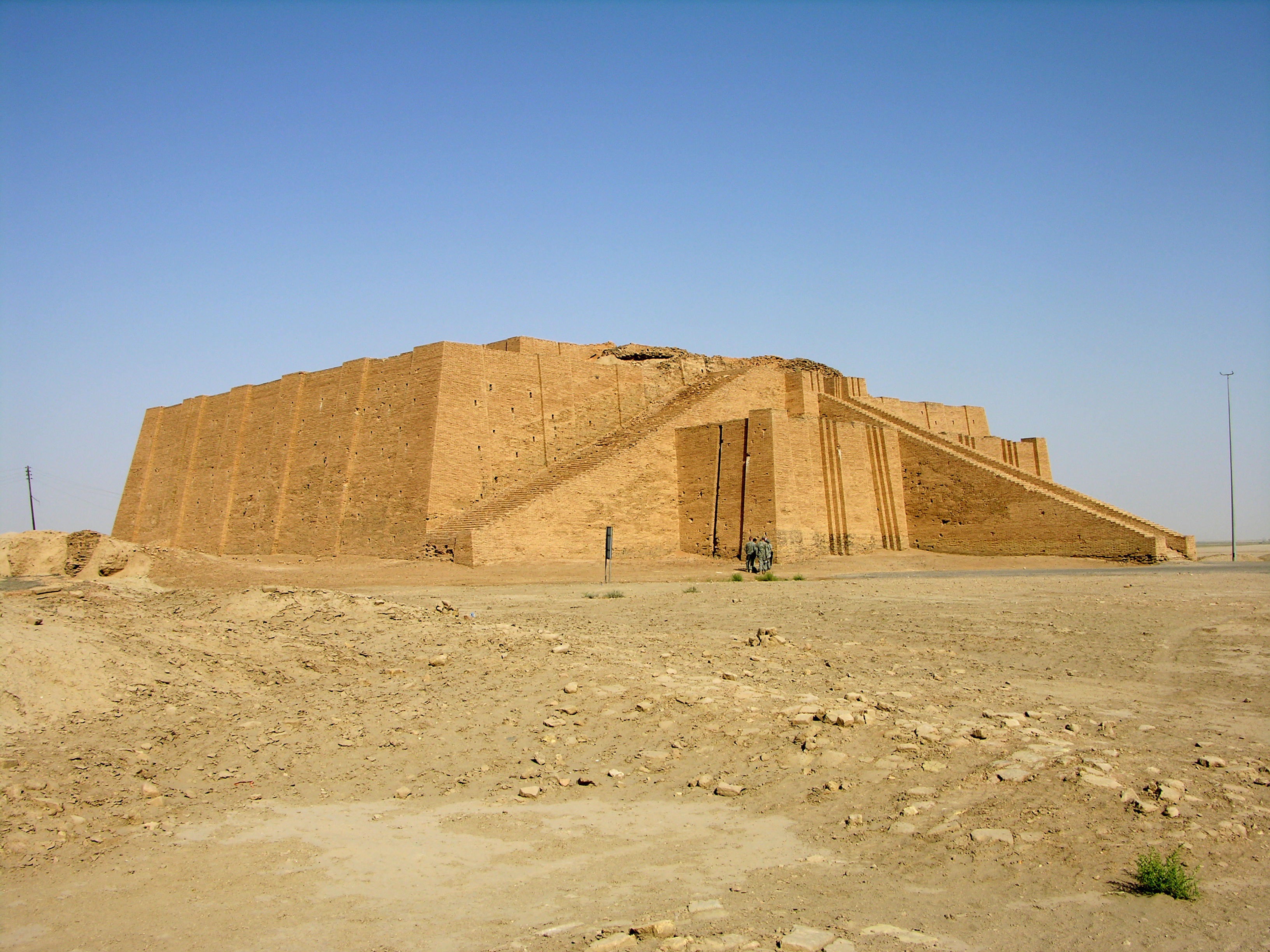
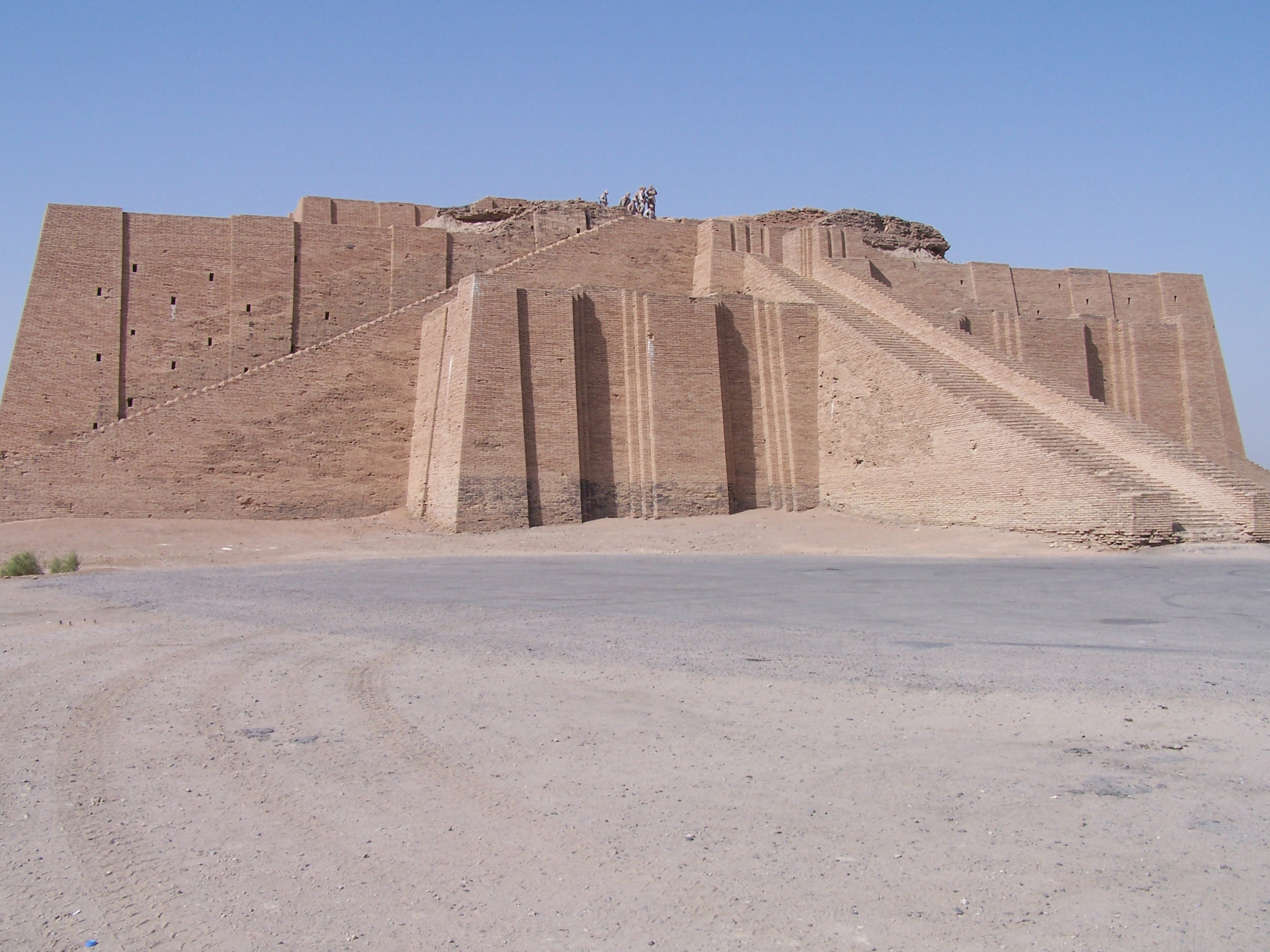
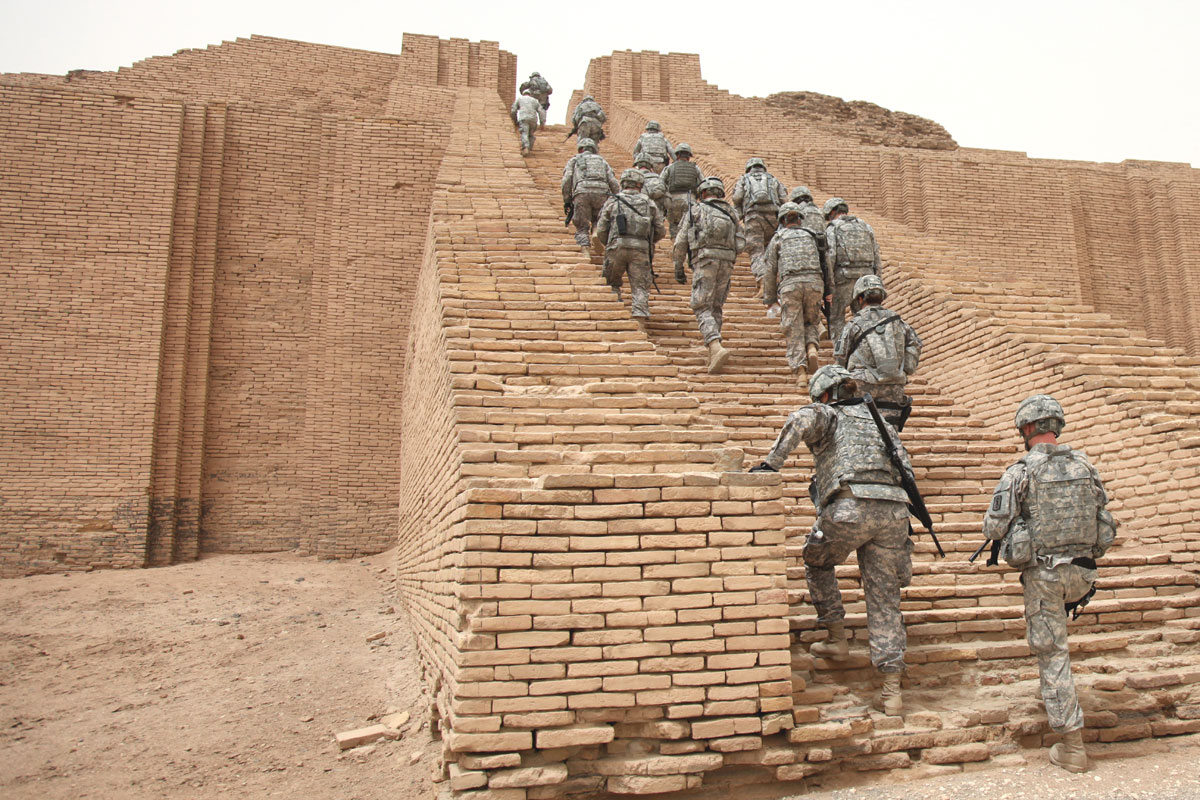
Amerikaanse soldaten van de 17th Fires Brigade beklimmen de gereconstrueerde trappen van de Ziggoerat van Ur, 2010.